# Эльбско-хафельская группа

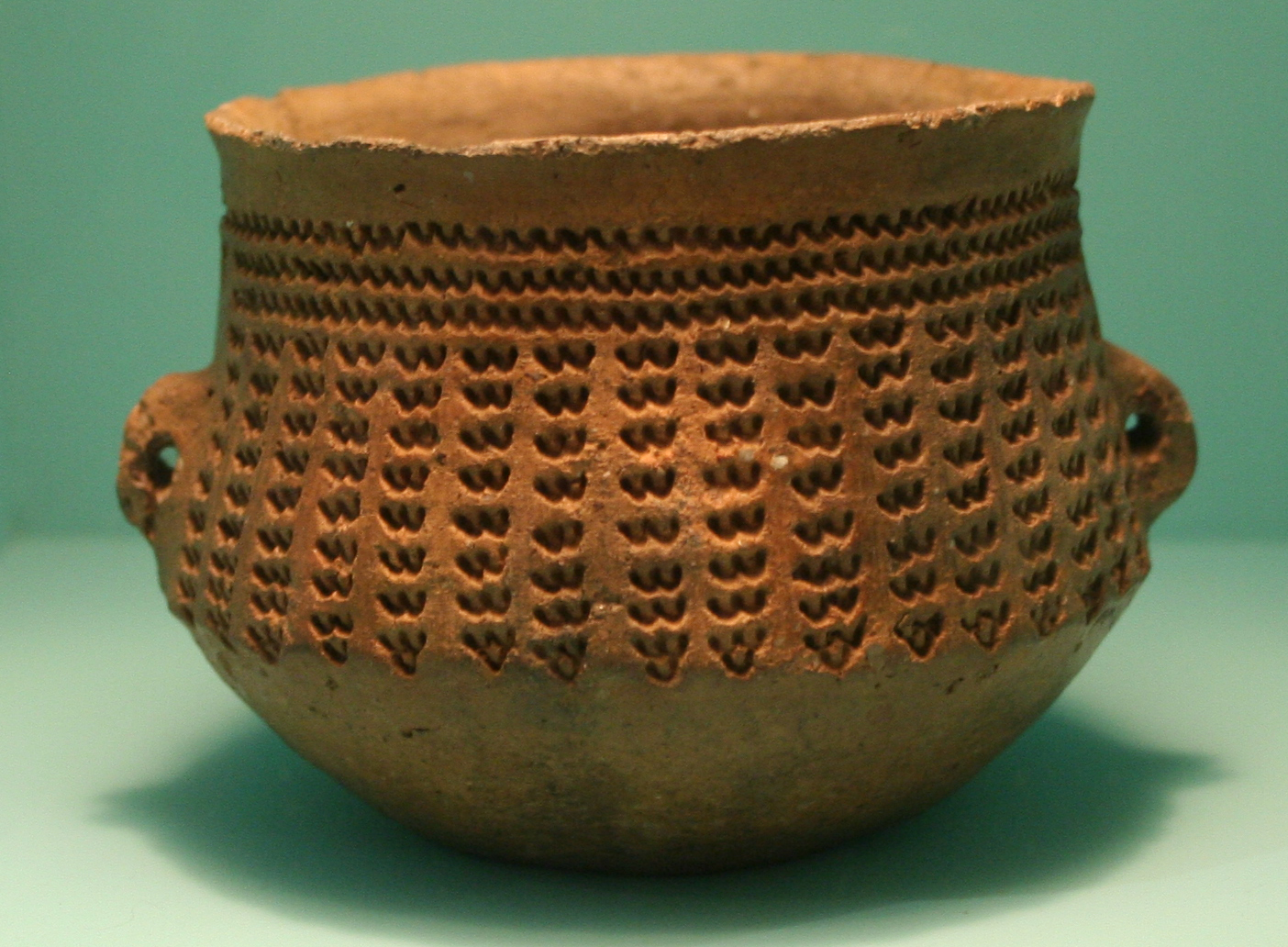
Сосуд хафельской культуры из Бецзехайде. Бутцов, Бранденбург. Музей доисторического периода и ранней истории, Берлин

Эльбско-хафельская группа, нем. Elb-Havel-Gruppe, или хафельская культура, нем. Havelländische Kultur — археологическая группа (региональная археологическая культура) позднего неолита, центром которой были окрестности реки Хафель в Бранденбурге. Существовала около 3200 — 2800 гг. до н. э. Поддерживала тесные контакты с вальтернинбург-бернбургской культурой, а с точки зрения орнамента и технологии керамики, в особенности — с культурой шаровидных амфор.

## Материальная культура
Характерными для данной культуры являются кубки с ручками, амфоры с двумя ручками, сосуды и миски с глубоко продавленным «ковровым» орнаментом.
Название культуре дал в 1911 г. Альфред Гётце, связав её с характерной керамикой. Помимо неё, известны многочисленные кремнёвые наконечники стрел с поперечным сечением, а также янтарные украшения.

## Жилища
Останки жилищ до настоящего времени не обнаружены.

## Погребальный обряд
Мёртвых погребали в вытянутом положении (памятник Дрец близ Кирица и Тангермюнде). В Бухов-Карпцовее близ Науэна обнаружены останки «склепа» с остатками не менее 22 скелетов и связанное с ним место жертвоприношения с остатками около 20-22 коров или быков, а также одного ребёнка.

## Хозяйство
Хозяйство культуры основывалось на земледелии и скотоводстве. Имеются косвенные свидетельства культивации эммера и ячменя. Из домашних животных держали крупный рогатый скот, овец, свиней и собак, возможно, также лошадей.
Доля рыболовства и охоты была более значительной, чем для других неолитических культур.